# Pandémie de Covid-19 en Montérégie
Cet article relate la pandémie de Covid-19 dans la région administrative de la Montérégie.
En décembre 2020, les autorités de santé publique de la Montérégie optent de prioriser le personnel de santé, plutôt que les résidents en CHSLD. Ce choix, qui diffère de la priorisation des clientèles du Comité sur l’immunisation du Québec, est le résultat du type de vaccin disponible, qui nécessite l'injection de 975 doses dans le même établissement, la Montérégie n'ayant pas de CHSLD avec une grande population.

## Chronologie
Le 9 octobre 2020, une soirée de bingo à Saint-Jean-sur-Richelieu, alors en zone orange, attire l'attention médiatique alors que 250 participants s'y trouvent. Les organisateurs doivent par la suite cesser l'organisation de ces soirées. Cette soirée est à l'origine d'au moins quatre cas de contamination.

## Vegpro International
Le 22 juin 2020, Vegpro International, le plus grand producteur de légumes frais au Canada, connaît une première éclosion de cas. Avec 25 cas, il s'agit du plus grand foyer d’éclosion de Covid-19 dans une ferme au Québec.
En janvier 2021, Vegpro International connaît une deuxième éclosion à son usine d'emballage de Saint-Patrice-de-Sherrington. Des travailleurs locaux et des immigrants guatémaltèques sont affectés.

## Paliers d'alerte
| Année              | 2020  | 2020   | 2020   | 2020   | 2021   | 2021    | 2021    |
| Date de changement | 8 sep | 15 sep | 28 sep | 16 oct | 31 mai | 14 juin | 28 juin |
| ------------------ | ----- | ------ | ------ | ------ | ------ | ------- | ------- |
| Palier             |       |        |        |        |        |         |         |

- Mesures particulières
- Vigilance
- Préalerte
- Préalerte avec exceptions pour certains territoires
- Alerte
- Alerte avec exceptions pour certains territoires
- Alerte maximale